# Lijeska, Pljevlja
Lijeska este un sat din comuna Pljevlja, Muntenegru. Conform datelor de la recensământul din 2003, localitatea are 100 de locuitori (la recensământul din 1991 erau 113 locuitori).

## Demografie
În satul Lijeska locuiesc 81 de persoane adulte, iar vârsta medie a populației este de 40,1 de ani (38,9 la bărbați și 41,6 la femei). În localitate sunt 29 de gospodării, iar numărul mediu de membri în gospodărie este de 3,45.
Populația localității este foarte eterogenă.
|  |

| Demografie | Demografie | Demografie |
| An         | Locuitori  | Locuitori  |
| ---------- | ---------- | ---------- |
|            |            |            |
|            |            |            |
|            |            |            |
|            |            |            |
| 1948       | 127        |            |
| 1953       | 162        |            |
| 1961       | 167        |            |
| 1971       | 168        |            |
| 1981       | 143        |            |
| 1991       | 113        | 112        |
| 2003       | 100        | 100        |

| \| Componența etnică conform recensământului din 2003[2] \| Componența etnică conform recensământului din 2003[2] \| Componența etnică conform recensământului din 2003[2] \| Componența etnică conform recensământului din 2003[2] \| Componența etnică conform recensământului din 2003[2] \| \| ----------------------------------------------------- \| ----------------------------------------------------- \| ----------------------------------------------------- \| ----------------------------------------------------- \| ----------------------------------------------------- \| \| \| \| \| \| \| \| Sârbi \| Sârbi \| \| 62 \| 62% \| \| Muntenegreni \| Muntenegreni \| \| 32 \| 32% \| \| necunoscută \| necunoscută \| \| 0 \| 0% \| |              |  |    |     |
| Componența etnică conform recensământului din 2003 |              |  |    |     |
| |              |  |    |     |
| Sârbi | Sârbi        |  | 62 | 62% |
| Muntenegreni | Muntenegreni |  | 32 | 32% |
| necunoscută | necunoscută  |  | 0  | 0%  |